# Carnivore (Carnivore)
Carnivore è il primo album in studio del gruppo crossover thrash statunitense Carnivore, pubblicato nel 1985.

## Tracce
1. Predator – 4:33
2. Carnivore – 3:22
3. Male Supremacy – 7:31
4. Armageddon – 4:14
5. Legion of Doom – 3:31
6. God Is Dead – 4:13
7. Thermonuclear Warrior – 5:38
8. World Wars III and IV – 10:13
9. U.S.A. for U.S.A. (demo) – 3:32 – solo nella ristampa del 2001
10. S.M.D. (demo) – 2:17 – solo nella ristampa del 2001
11. Sex and Violence (demo) – 5:19 – solo nella ristampa del 2001

## Formazione
- Lord Petrus Steele - voce, basso
- Keith Alexander - chitarra, voce
- Louis Beateaux - batteria, percussioni, voce